# Kalāntar-e Soflá
Kalāntar-e Soflá (persiska: کلانتر, Kalāntar, کلانتر سفلی, کلانتر پاپالو, کلانتر غلام, کلانتر عليا) är en ort i Iran.   Den ligger i provinsen Östazarbaijan, i den nordvästra delen av landet, 400 km nordväst om huvudstaden Teheran. Kalāntar-e Soflá ligger 2 138 meter över havet och antalet invånare är 104.
Terrängen runt Kalāntar-e Soflá är lite bergig. Runt Kalāntar-e Soflá är det ganska tätbefolkat, med 111 invånare per kvadratkilometer. Närmaste större samhälle är Nīr, 15,8 km öster om Kalāntar-e Soflá. Trakten runt Kalāntar-e Soflá består i huvudsak av gräsmarker.